# Liste des cavités naturelles les plus longues de l'Ardèche
La liste des cavités naturelles les plus longues de l'Ardèche recense, sous forme de tableau(x), les cavités souterraines naturelles connues dans ce département français, dont le développement est supérieur ou égal à mille mètres.
La communauté spéléologique considère qu'une cavité souterraine naturelle n'existe vraiment qu'à partir du moment où elle est « inventée » c'est-à-dire découverte (ou redécouverte), inventoriée, topographiée et publiée. Bien sûr, la réalité physique d'une cavité naturelle est la plupart du temps bien antérieure à sa découverte par l'homme ; cependant tant qu'elle n'est pas explorée, mesurée et révélée, la cavité naturelle n'appartient pas au domaine de la connaissance partagée.
La liste spéléométrique des 59 plus longues cavités naturelles de l'Ardèche (≥ mille mètres) est actualisée à fin décembre 2024.
La plus longue cavité souterraine naturelle répertoriée dans le département de l'Ardèche est  « la grotte de Saint-Marcel », sur la commune de Bidon (cf. ligne 1 du tableau ci-dessous).
| \| Histogramme de la répartition des plus longues cavités naturelles de l'Ardèche par classe de développement -- Les 59 cavités citées fin 2024 sont réparties en 4 classes de développement -- \| \| \| \| \| \| \| \| \| \| \| \| \| \| \| classe I >= 5 000 m 10 cavité[s] \| classe II >= 2 000 m et < 5 000 m 19 cavités \| classe III >= 1 500 m et < 2 000 m 11 cavités \| classe IV >= 1 000 m et < 1 500 m 19 cavités \| \| |                                  |                                              |                                               |                                              |  |
| Le graphique qui aurait dû être présenté ici ne peut pas être affiché car il utilise l'ancienne extension Graph, désactivée pour des questions de sécurité. Des indications pour créer un nouveau graphique avec la nouvelle extension Chart sont disponibles ici . |                                  |                                              |                                               |                                              |  |
| Histogramme de la répartition des plus longues cavités naturelles de l'Ardèche par classe de développement -- Les 59 cavités citées fin 2024 sont réparties en 4 classes de développement -- |                                  |                                              |                                               |                                              |  |
| |                                  |                                              |                                               |                                              |  |
| | classe I >= 5 000 m 10 cavité[s] | classe II >= 2 000 m et < 5 000 m 19 cavités | classe III >= 1 500 m et < 2 000 m 11 cavités | classe IV >= 1 000 m et < 1 500 m 19 cavités |  |

## Cavités de l' Ardèche (France) de développement supérieur ou égal à5 000 mètres
10 cavités sont recensées dans cette « classe I » au 31-12-2023.
| Réf. | Cavité (autres noms)                    | Commune                                         | Massif ou zone      | Coordonnées (WGS 84)        | Développe. (mètres) | Dénivel. (mètres) | Sources ou références                             | Mise à jour |
| ---- | --------------------------------------- | ----------------------------------------------- | ------------------- | --------------------------- | ------------------- | ----------------- | ------------------------------------------------- | ----------- |
| 1    | Grotte de Saint-Marcel                  | Bidon                                           | gorges de l'Ardèche | 44° 19′ 37″ N, 4° 32′ 30″ E | +064 200, m         | +0325, m          | CDS 07, plongeesout.com, & Arspan                 | 2020-12     |
| 2    | Goule et évent de Foussoubie            | Vagnas et Salavas                               | gorges de l'Ardèche | 44° 21′ 26″ N, 4° 22′ 53″ E | +023 266, m         | +0138, m          | Spéléométrie de la France                         | 2000-12     |
| 3    | Système goule de Sauvas -Cocalière      | Saint-André-de-Cruzières et Saint-Paul-le-Jeune |                     | 44° 19′ 22″ N, 4° 09′ 43″ E | +014 500, m         | +0077, m          | plongeesout.com & Grottocenter                    | 2000-12     |
| 4    | Aven de la Combe Rajeau                 | Saint-Laurent-sous-Coiron                       |                     | 44° 39′ 55″ N, 4° 28′ 45″ E | +011 000, m         | +0250, m          | Spéléo magazine n°30 & CDS 07                     | 2000-12     |
| 5    | Évent de Peyrejal                       | Saint-André-de-Cruzières                        |                     | 44° 19′ 15″ N, 4° 11′ 13″ E | +008 000, m         | +86, m            | plongeesout.com, Spelunca n°76 & Grottocenter     | 2000-12     |
| 6    | Réseau Rochas - Midroï - Guigonne       | Saint-Remèze                                    | gorges de l'Ardèche | 44° 20′ 33″ N, 4° 28′ 37″ E | +007 950, m         | +0215, m          | Spéléométrie de la France & CDS 07                | 2000-12     |
| 7    | Grotte de Pézenas ou grotte de Sanilhac | Sanilhac                                        |                     | 44° 31′ 51″ N, 4° 15′ 30″ E | +006 540, m         | +0135, m          | CDS 07 & Grottocenter,                            | 2016-12     |
| 8    | Baume de Chazelles                      | Saint-André-de-Cruzières                        |                     | 44° 18′ 38″ N, 4° 11′ 38″ E | +006 200, m         | NC m              | plongeesout.com                                   | 2000-12     |
| 9    | Grotte du Shadock - Trou de la Rainette | Grospierres                                     |                     | 44° 24′ 51″ N, 4° 16′ 05″ E | +005 350, m         | +0058, m          | CDS 07                                            | 2021-01     |
| 10   | Aven d'Orgnac                           | Orgnac-l'Aven                                   |                     | 44° 19′ 12″ N, 4° 24′ 43″ E | +005 000, m         | +225, m           | Spéléométrie de la France & Spéléo magazine n°107 | 2000-12     |

## Cavités de l' Ardèche (France) de développement compris entre2 000 mètreset4 999 mètres
19 cavités sont recensées dans cette « classe II » au 31-12-2023.
| Réf. | Cavité (autres noms)                  | Commune                     | Massif ou zone | Coordonnées (WGS 84)        | Développe. (mètres) | Dénivel. (mètres) | Sources ou références                                                    | Mise à jour |
| ---- | ------------------------------------- | --------------------------- | -------------- | --------------------------- | ------------------- | ----------------- | ------------------------------------------------------------------------ | ----------- |
| 11   | Réseau Rochepierre - Chamandre        | Rosières                    |                | 44° 30′ 06″ N, 4° 14′ 17″ E | +004 100, m         | +0160, m          | Spéléo dossiers n°22                                                     | 2000-12     |
| 12   | Aven du Réméjadou                     | Saint-Alban-Auriolles       |                | 44° 26′ 14″ N, 4° 15′ 37″ E | +003 345, m         | +0053, m          | plongeesout.com & Spelunca n°84                                          | 2000-12     |
| 13   | Trou des Jeunes - Aven des Côtes      | Saint-Etienne-de-Fontbellon |                | 44° 35′ 46″ N, 4° 21′ 37″ E | +003 066, m         | +0030, m          | CDS 07                                                                   | 2018-01     |
| 14   | Perte de l'Abéouradou                 | Vernon                      |                | 44° 30′ 34″ N, 4° 13′ 33″ E | +002 880, m         | NC m              | Spéléométrie de la France & CDS 07                                       | 2000-12     |
| 15   | Réseau de Massargues                  | Orgnac-l'Aven               |                | 44° 18′ 13″ N, 4° 24′ 12″ E | +002 650, m         | +0131, m          | Spéléo magazine n°90                                                     | 2015-06     |
| 16   | Baume du Pêcher                       | Labeaume                    |                | 44° 28′ 52″ N, 4° 19′ 40″ E | +002 623, m         | +0072, m          | plongeesout.com & Scialet n°41                                           | 2012-04     |
| 17   | Grotte du Raid                        | Vallon-Pont-d'Arc           |                | 44° 23′ 52″ N, 4° 24′ 55″ E | +002 540, m         | +0073, m          | CDS 07                                                                   | 2018-01     |
| 18   | Perte de Verdus - La Pertouze         | Freyssenet                  |                | 44° 41′ 48″ N, 4° 34′ 23″ E | +002 500, m         | +0050, m          | CDS 07                                                                   | 2000-12     |
| 19   | Goul de la Tannerie                   | Bourg-Saint-Andéol          |                | 44° 22′ 11″ N, 4° 38′ 29″ E | +002 480, m         | +0246, m          | plongeesout.com & Xavier Meniscus                                        | 2023-03     |
| 20   | Fontaine du Vedel                     | Les Vans                    |                | 44° 23′ 18″ N, 4° 08′ 39″ E | +002 300, m         | NC m              | plongeesout.com                                                          | 2000-12     |
| 21   | Perte du Grand Pré - Aven des Blaches | Saint-Laurent-sous-Coiron   |                | 44° 40′ 28″ N, 4° 29′ 00″ E | +002 300, m         | +0181, m          | CDS 07                                                                   | 2018-01     |
| 22   | Grotte du Déroc - Chasserou           | Vallon-Pont-d'Arc           |                | 44° 23′ 44″ N, 4° 24′ 57″ E | +002 300, m         | NC m              | CDS 07                                                                   | 2018-01     |
| 23   | Réseau des Fées ou Prabier            | Vallon-Pont-d'Arc           |                | 44° 24′ 02″ N, 4° 25′ 13″ E | +002 300, m         | +0080, m          | Spelunca n°108 & Spelunca n°130                                          | 2024-02     |
| 24   | Grotte du Runladou                    | Beaulieu                    |                | 44° 20′ 52″ N, 4° 12′ 49″ E | +002 200, m         | +0133, m          | plongeesout.com & CDS 07                                                 | 2021-12     |
| 25   | Dragonnière de Labastide              | Labastide-de-Virac          |                | 44° 21′ 19″ N, 4° 26′ 50″ E | +002 200, m         | +0115, m          | CDS 07, Spelunca n°95 & Info plongée n°109                               | 2018-01     |
| 26   | Peyraou de Chadouillet                | Saint-André-de-Cruzières    |                | 44° 19′ 13″ N, 4° 11′ 25″ E | +002 141, m         | +0078, m          | Spéléo magazine n°55, plongeesout.com & Spelunca n°109                   | 2008-01     |
| 27   | Grotte du Câble                       | Lussas                      |                | 44° 37′ 27″ N, 4° 27′ 25″ E | +002 005, m         | +0083, m          | plongeesout.com & Spelunca n°100                                         | 2003-01     |
| 28   | Aven Gessi                            | Saint-André-de-Cruzières    |                | 44° 17′ 52″ N, 4° 12′ 11″ E | +002 000, m         | +0110, m          | Spéléo magazine n°84                                                     | 2013-01     |
| 29   | Font Vive                             | Grospierres                 |                | 44° 23′ 00″ N, 4° 17′ 13″ E | +002 000, m         | +0074, m          | plongeesout.com, Spéléo magazine n°41, CDS 07 & L'Echo des Vulcains n°66 | 2000-12     |

## Cavités de l'Ardèche (France) de développement compris entre1 500 mètreset1 999 mètres
11 cavités sont recensées dans cette « classe III » au 31-12-2023.
| Réf. | Cavité (autres noms)          | Commune                | Massif ou zone | Coordonnées (WGS 84)        | Développe. (mètres) | Dénivel. (mètres) | Sources ou références     | Mise à jour |
| ---- | ----------------------------- | ---------------------- | -------------- | --------------------------- | ------------------- | ----------------- | ------------------------- | ----------- |
| 30   | Dragonnière de Banne          | Banne                  |                | 44° 22′ 59″ N, 4° 09′ 34″ E | +001 980, m         | +0108, m          | plongeesout.com           | 2000-12     |
| 31   | Grotte de Pradal              | Sanilhac               |                | 44° 31′ 08″ N, 4° 14′ 18″ E | +001 959, m         | NC m              | CDS 07                    | 2000-12     |
| 32   | Fontaine du Vignal            | Payzac                 |                | 44° 26′ 25″ N, 4° 08′ 41″ E | +001 900, m         | +0030, m          | Spéléo magazine n°73      | 2011-01     |
| 33   | Grotte de Remène              | Rosières               |                | 44° 28′ 37″ N, 4° 16′ 27″ E | +001 837, m         | +0040, m          | CDS 07 & plongeesout.com  | 2000-12     |
| 34   | Fontaine de Champclos         | Les Vans               |                | 44° 23′ 44″ N, 4° 06′ 17″ E | +001 738, m         | +0133, m          | Spéléo magazine n°57      | 2000-12     |
| 35   | Grotte d'Argent ou du Barrage | Saint-Martin-d'Ardèche |                | 44° 19′ 05″ N, 4° 32′ 54″ E | +001 700, m         | NC m              | CDS 07 & CDS 07           | 2000-12     |
| 36   | Fontaine du Perrier           | Banne                  |                | 44° 22′ 26″ N, 4° 09′ 34″ E | +001 690, m         | NC m              | plongeesout.com           | 2000-12     |
| 37   | Grotte de Baumas              | Larnas                 |                | 44° 27′ 26″ N, 4° 36′ 17″ E | +001 580, m         | +0030, m          | LSD n°1                   | 2000-12     |
| 38   | Font de la Douce              | Saint-Alban-Auriolles  |                | 44° 25′ 13″ N, 4° 17′ 18″ E | +001 580, m         | +0040, m          | CDS 07                    | 2010-12     |
| 39   | Évent d'Ibie                  | Vallon-Pont-d'Arc      |                | 44° 22′ 32″ N, 4° 25′ 25″ E | +001 500, m         | +0012, m          | Spéléométrie de la France | 2000-12     |
| 40   | Grotte du Colombier           | Vallon-Pont-d'Arc      |                | 44° 22′ 05″ N, 4° 25′ 38″ E | +001 500, m         | +0047, m          | CDS 07                    | 2007-01     |

## Cavités de l'Ardèche (France) de développement compris entre1 000 mètreset1 499 mètres
19 cavités sont recensées dans cette « classe IV » au 31-12-2023.
| Réf. | Cavité (autres noms)            | Commune                   | Massif ou zone | Coordonnées (WGS 84)        | Développe. (mètres) | Dénivel. (mètres) | Sources ou références                                                            | Mise à jour |
| ---- | ------------------------------- | ------------------------- | -------------- | --------------------------- | ------------------- | ----------------- | -------------------------------------------------------------------------------- | ----------- |
| 41   | Aven du Nielou                  | Saint-André-de-Cruzières  |                | 44° 18′ 10″ N, 4° 12′ 37″ E | +001 470, m         | +0055, m          | Spéléométrie de la France                                                        | 2000-12     |
| 42   | Grotte de la Pascaloune         | Saint-Montan              |                | 44° 25′ 06″ N, 4° 34′ 28″ E | +001 468, m         | +209, m           | plongeesout.com                                                                  | 2000-12     |
| 43   | Grotte du Bridouir              | Labeaume                  |                | 44° 27′ 09″ N, 4° 17′ 35″ E | +001 400, m         | NC m              | CDS 07                                                                           | 2000-12     |
| 44   | Source du Tiourre               | Vallon-Pont-d'Arc         |                | 44° 23′ 47″ N, 4° 27′ 28″ E | +001 270, m         | +0072, m          | plongeesout.com                                                                  | 2000-12     |
| 45   | Goul du Pont                    | Bourg-Saint-Andéol        |                | 44° 22′ 13″ N, 4° 38′ 28″ E | +001 265, m         | +0203, m          | Spéléo no 13 & plongeesout.com,                                                  | 2020-03     |
| 46   | Aven Syrah                      | Chauzon                   |                | 44° 29′ 24″ N, 4° 20′ 06″ E | +001 220, m         | +0044, m          | Scialet n°27                                                                     | 2000-12     |
| 47   | Abîme Valérie                   | Saint-Laurent-sous-Coiron |                | 44° 38′ 47″ N, 4° 27′ 53″ E | +001 200, m         | +0065, m          | plongeesout.com, CDS 07                                                          | 2000-12     |
| 48   | Grotte de la Cascade            | Montréal                  |                | 44° 29′ 33″ N, 4° 19′ 02″ E | +001 200, m         | NC m              | Spéléométrie de la France                                                        | 2000-12     |
| 49   | Aven du Marteau                 | Vallon-Pont-d'Arc         |                | 44° 23′ 27″ N, 4° 24′ 42″ E | +001 200, m         | +0122, m          | CDS 07, & Grottocenter                                                           | 2023-10     |
| 50   | Grotte Nouvelle                 | Vallon-Pont-d'Arc         |                | 44° 23′ 35″ N, 4° 24′ 47″ E | +001 150, m         | +0087, m          | Spéléo dossiers n°22 & Grottocenter                                              | 2000-12     |
| 51   | Perte 86 de Rimouren            | Gras                      |                | 44° 25′ 08″ N, 4° 34′ 19″ E | +001 140, m         | +0151, m          | Spéléométrie de la France & CDS 07                                               | 2000-12     |
| 52   | Évent des Espeluches            | Saint-Alban-sous-Sampzon  |                | 44° 25′ 59″ N, 4° 16′ 23″ E | +001 100, m         | +0050, m          | Spelunca n°86                                                                    | 2002-01     |
| 53   | Grotte des Châtaigniers         | Vallon-Pont-d'Arc         |                | 44° 23′ 02″ N, 4° 25′ 04″ E | +001 099, m         | +0041, m          | Spéléométrie de la France & Actes des 19èmes Journées des Jeunes Géomorphologues | 2000-12     |
| 54   | Baume de Chabanne               | Lussas                    |                | 44° 37′ 18″ N, 4° 26′ 55″ E | +001 070, m         | +0060, m          | plongeesout.com                                                                  | 2000-12     |
| 55   | Grotte de la Vieille            | Lagorce                   |                | 44° 27′ 17″ N, 4° 24′ 50″ E | +001 050, m         | +0070, m          | Spéléométrie de la France                                                        | 2000-12     |
| 56   | Rivière souterraine de Labeaume | Labeaume                  |                |                             | +001 050, m         | NC m              | Spéléométrie de la France & CDS 07                                               | 2000-12     |
| 57   | Trou du Serpent                 | Saint-Montan              |                | 44° 27′ 10″ N, 4° 39′ 51″ E | +001 050, m         | +0115, m          | CDS 07 & CDS 07                                                                  | 2000-12     |
| 58   | Trou de la Coustouille          | Saint-Étienne-de-Boulogne |                | 44° 41′ 45″ N, 4° 28′ 02″ E | +001 000, m         | +0050, m          | Spéléométrie de la France & CDS 07                                               | 2000-12     |
| 59   | Aven Jolivol                    | Orgnac-l'Aven             |                | 44° 19′ 56″ N, 4° 26′ 14″ E | +001 000, m         | +0200, m          | Spelunca n°72                                                                    | 2000-12     |